# Рибейрао дас Невис
Рибейрао дас Невис е град и община в щата Минас Жерайс, Бразилия. Населението му е 322 969 жители (2006 г.), а площта му е 154,2 кв. км. Основан е през 1953 г. Средната годишна температура е 22 °C. Намира се в часова зона UTC-3.